# Валенти Гонзага, Луиджи
Луиджи Валенти Гонзага (итал. Luigi Valenti Gonzaga; 15 октября 1725, Ровередо-ди-Гуа, Мантуанское герцогство — 29 декабря 1808, Витербо, Папская область) — итальянский куриальный кардинал, папский дипломат и доктор обоих прав. Титулярный архиепископ Кесарии с 9 июля 1764 по 15 апреля 1776. Апостольский нунций в Швейцарии с 27 июля 1764 по 2 сентября 1773. Апостольский нунций в Испании с 2 сентября 1773 по 20 мая 1776. Префект Священной Конгрегации церковного иммунитета с 7 июня 1793 по 29 декабря 1808. Вице-декан Священной Коллегии кардиналов с 3 августа 1807 по 29 декабря 1808. Кардинал in pectore c 15 апреля по 20 мая 1776. Кардинал-священник с 20 мая 1776, с титулом церкви Сант-Аньезе-фуори-ле-Мура с 30 марта 1778 по 29 ноября 1790. Кардинал-священник с титулом церкви Санти-Нерео-эд-Акиллео с 29 ноября 1790 по 1 июня 1795. Кардинал-епископ Альбано с 1 июня 1795 по 3 августа 1807. Кардинал-епископ Порто-Санта Руфина с 3 августа 1807.